# Colin Boyd, Baron Boyd of Duncansby

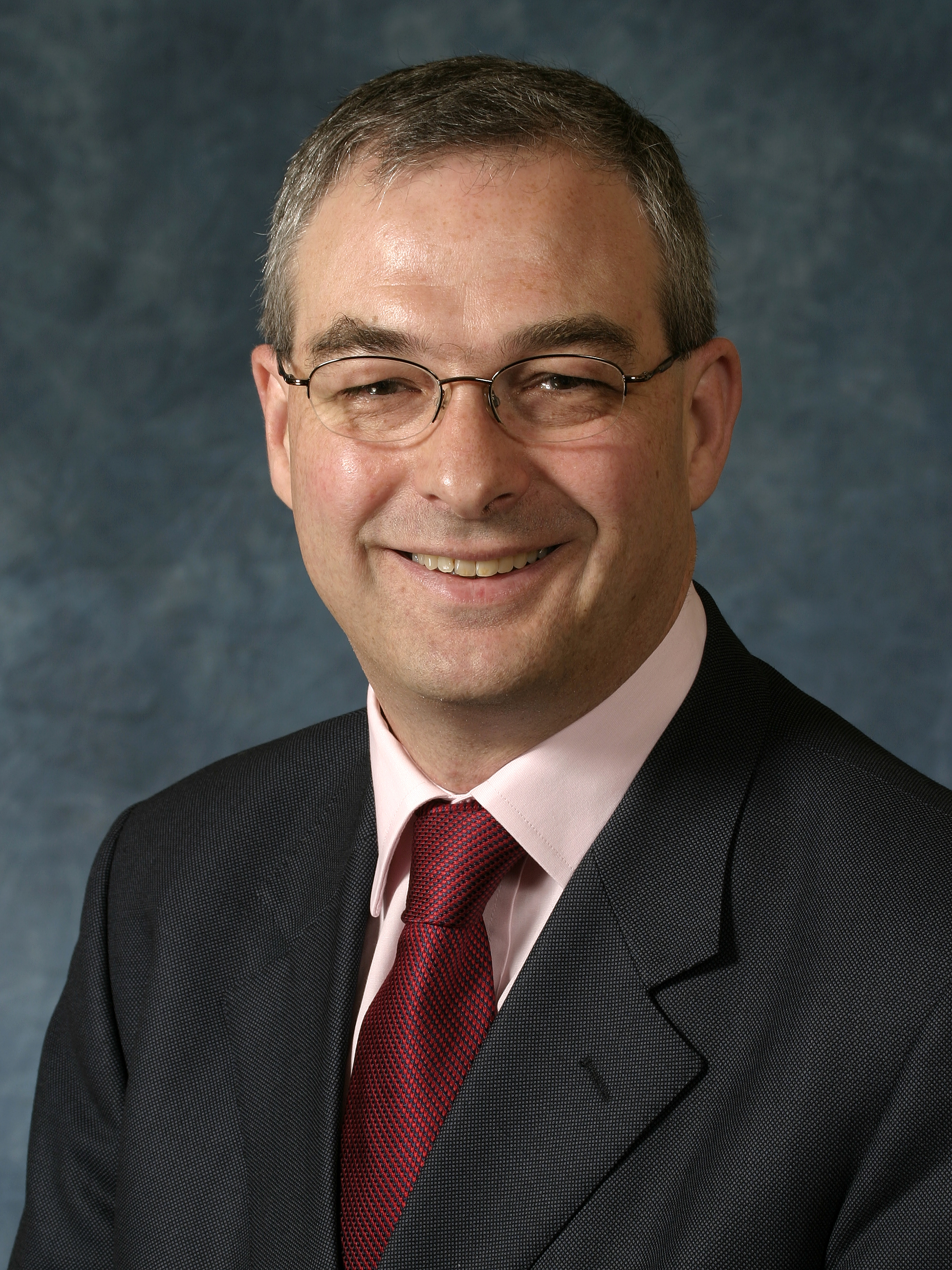
Colin Boyd, Baron Boyd of Duncansby (2003)

Colin Boyd, Baron Boyd of Duncansby PC, QC (* 7. Juni 1953 in Falkirk) ist ein britischer Politiker der Labour Party, Jurist und Life Peer.

## Leben und Karriere
Er besuchte die Wick High School und das George Watson's College in Edinburgh und graduierte 
mit einem Bachelor of Arts in Politik- und Wirtschaftswissenschaften („Economics“) von der Manchester University. An der Edinburgh University schloss er mit einem Bachelor of Laws (LLB) ab. Er war von 1978 bis 1982 als Anwalt in eigener Praxis tätig, bevor er 1983 an der Faculty of Advocates zugelassen wurde. 1991 wurde er „Legal Associate“ des Royal Town Planning Institute (RTPI).
Von 1993 bis 1995 war er „Advocate Depute“. 1995 wurde er Kronanwalt („Queen's Counsel“). Er war schwerpunktmäßig im Verwaltungsrecht tätig. 
Als Universitätsstudent trat er in die Labour Party ein, verließ sie aber wieder, um der abgespaltenen Scottish Labour Party (1976–1981) beizutreten. Er teilte das Misstrauen des SLP-Gründers Jim Sillars gegenüber der Labour-Partei und ihrem Weg bei der Umsetzung regionaler politischer Selbständigkeit für Schottland. Boyd trat für die SLP 1979 zur Unterhauswahl an, erhielt aber nur 176 Stimmen. Als sich die SLP nach dem Misserfolg bei der Wahl auflöste, kehrte Boyd zu Labour zurück, im Gegensatz zu Sillars, der in die Scottish National Party eintrat.
Nach der Wahl 1997 wurde Boyd zum Solicitor General for Scotland ernannt. Am 24. Februar 2000 wurde er zum Lord Advocate befördert, nachdem Andrew Hardie zum Richter ernannt worden war. Boyd wurde im gleichen Jahr zum Privy Counsellor ernannt. Am 4. Oktober 2006 trat er als Lord Advocate zurück. Boyd verließ 2007 die Faculty of Advocates, um als Berater für die Anwaltskanzlei Dundas & Wilson tätig zu werden. Er sagte der Zeitung The Herald: „Dies ist meines Wissens das erste Mal. Ich denke nicht, dass ein Lord Advocate dies jemals zuvor getan hat: aus dem Justizdienst ausscheiden und Solicitor werden.“

## Mitgliedschaft im House of Lords
Am 11. April 2006 kündigte Downing Street an, dass Boyd einen Sitz als Crossbench Life Peer erhalten werde. Allerdings wurde er nach seinem Rücktritt als Lord Advocate Mitglied der Labour-Fraktion. Nach der Ankündigung über die Ernennung Boyds zum Mitglied des House of Lords sorgte diese Nominierung für Aufsehen und für eine erregte Diskussion in Schottland. Oppositionspolitiker kritisierten insbesondere, dass durch die Ernennung die unabhängige Position des höchsten Vertreters der Judikative ein ursprünglich nicht vorgesehenes, stärkeres politisches Gewicht erhalte. 
Boyd verteidigte seine Ernennung: „Ich bleibe weiterhin verpflichtet, mich der Rolle des Lord Advocate zu widmen, das Crown Office zu führen, sowie Chefankläger der Krone („Prosecutor Fiscal Service“) zu bleiben und einer Reihe von Reformen nachzugehen, die ich vor vier Jahren eingeleitet habe. Die Ernennung zum House of Lords ist eine natürliche Erweiterung meiner Aufgaben als Lord Advocate und eine Entwicklung, die mir erlaubt, die Interessen Schottland innerhalb und auf Ebene des Vereinigten Königreiches zu vertreten.“
Er wurde formal am 3. Juli 2006 ins House of Lords aufgenommen. Boyds Titel stammt von Duncansby Head in Caithness, einem beliebten Ort für Familienausflüge, da er als Kind in Wick lebte. Im Oberhaus gehört er einem Sonderausschuss, dem „Delegated Powers and Regulatory Reform“ seit 2007 an.
Als seine politischen Interessen gibt Boyd Verfassungsfragen, Strafrechtspflege und Umweltfragen an. Von 2008 bis 2009 war er Mitglied im „Committee on Scottish Devolution“.

## Öffentliche Kontroversen

### Lockerbie-Prozess
Boyds Rolle als Lord Advocate beinhaltete die Leitung der Untersuchung des Lockerbie-Anschlags zwischen Mai 2000 und Januar 2001. Von den zwei Angeklagten wurde einer, Lamin Khalifah Fhimah, freigesprochen; der andere, Abdel Basset Ali al-Megrahi, wurde am 31. Januar 2001 des 270fachen Mordes für schuldig befunden und zu 27 Jahren Gefängnis verurteilt. Trotz der Ablehnung der Revision am 14. März 2002 blieb die Verurteilung von Abdel Basset Ali al-Megrahi umstritten. Beweismittel des Verfahrens wurden in Frage gestellt und es wurden Zweifel an der Glaubwürdigkeit wichtiger Belastungszeugen laut. Laut der The Sunday Times vom 23. Oktober 2005 beschrieb der frühere Lord Advocate Peter Fraser den Hauptbelastungszeugen, einen Ladeninhaber aus Malta, folgendermaßen: „not quite the full shilling“ sowie „an apple short of a picnic.“ Boyd forderte Fraser zu einer Klarstellung seiner Aussagen über diesen Zeugen auf und zur Klarstellung, was er mit diesen Bemerkungen meine.

### Fingerabdruck-Affäre
Im Februar 2006 wurde Boyd in die sog. „Fingerabdruckskontroverse“ im Strafverfahren gegen Shirley McKie hineingezogen, die in einem außergerichtlichen Vergleich mit einer Entschädigung von £ 750.000 beendet wurde. Als Solicitor General war Boyd für die strafrechtliche Verfolgung von Detective Constable (DC) McKie verantwortlich. McKie war von vier Beamten der Spurensicherung des Scottish Criminal Record Office (SCRO) beschuldigt worden, sie hätte im Januar 1997 Fingerabdrücke am Tatort eines Mordfalles hinterlassen. McKie hatte dies jedoch bestritten. McKie wurde im März 1998 unter dem Vorwurf des Meineids verhaftet, aber während ihres Verfahrens im Mai 1999 wurden die Fingerabdrücke als Beweismittel fallengelassen und sie wurde freigesprochen.
Im Juni 2000 wurde ein hochrangiger schottischer Polizeioffizier, James Mackay vom Crown Office, beauftragt, den Fall zu untersuchen. Sein Zwischenbericht vom August 2000 deutete an, dass die Beweislage durch kollektive Manipulation und kollektive Absprachen der Beamten der Spurensicherung zustande gekommen war. Daraufhin wurden die vier Beamten sofort von der SCRO suspendiert und schottische Minister wurden informiert. Mackays vertraulicher Abschlussbericht wurde Boyd im Oktober 2000 präsentiert. Dieser blieb unveröffentlicht, bis Auszüge in der Zeitung The Scotsman im Februar 2006 veröffentlicht wurden. Mackay zog den Schluss, dass „Vertuschung und Kriminalität“ beim SCRO stattgefunden hätten und empfahl die Strafverfolgung der Beteiligten. Die Zeitung berichtete auch, dass Boyd im September 2001 entschied, keine Maßnahmen zu ergreifen. Die vier Beamten wurden wieder eingesetzt. Im Juni 2007 warf The Scotsman die Frage auf, inwieweit Boyds Entscheidung, keine Strafverfahren gegen die SCRO-Beamten einleiten, mit der Untersuchung des Lockerbie-Anschlags zu tun habe, wo er die Anklage vertrat. Da die Augen der Weltöffentlichkeit auf das schottische Justizsystem gerichtet waren, hätte die Glaubwürdigkeit der schottischen Justiz im Hinblick auf den Lockiebieprozess untergraben werden können, wenn der SCRO-Fall verfolgt worden wäre. Tam Dalyell, ein ehemaliger Parlamentarier der Labour Party, bat Boyd seine Position zu überdenken, während der schottische Parlamentsabgeordnete Michael Russell darauf bestand, dass Boyd seine Arbeit als Lord Advocate nicht fortsetzen könne. Ein Untersuchungsausschuss zu diesem Fall wurde eingerichtet und nahm seine Arbeit am 2. Juni 2009 auf. Boyds Nachfolgerin Elish Angiolini erklärte sich bereit, vor ihm auszusagen.

## Ämter und Ehrungen
2000 wurde er Fellow der Society of Arts. Seit 2007 ist er Mitglied der Law Society of Scotland.

## Veröffentlichungen
- 1997: The Legal Aspects of Devolution (Beiträge)